# 德爾亥 (紐約州)
德尔亥（英語：Delhi）是位于美国纽约州特拉华县的一个镇，也是特拉华县县治，地处该县中东部。2010年美国人口普查时，该镇有5117人。德尔亥镇建于1798年，其名称源于印度城市德里。